# 安徽省第十四届运动会
安徽省第十四届运动会，简称第十四届省运会或蚌埠省运会，于2018年在蚌埠市举办，这也是继1986年后，蚌埠市第二次举办省运会。安徽省第十四届运动会于2018年10月16日晚举办开幕式，但比赛项目自当年3月就已陆续展开，包括安徽省16个地级市及98所高校组成的共114个代表团参与了本届省运会，参赛运动员约2.6万人。

## 申办过程
2014年，安徽省体育局印发《安徽省运动会申办办法(试行)》，标志着省运会开始采取申办制，有意愿承办省运会的城市，可向省政府提交申办请示。随后，阜阳、淮北、蚌埠三市申请承办第十四届省运会。2014年9月12日，蚌埠在申办候选城市陈述报告会中胜出，获得安徽省第十四届运动会的举办权。

## 赛事文化
2018年3月22日，安徽省第十四届运动会的会徽、会歌、吉祥物、主题口号公布，主题口号为“运动安徽 奔跑蚌埠”。

### 会徽
会徽以运动员为主体，其中头部为珍珠，象征蚌埠市被誉为珠城，身体部分以“十四”的造型，象征本届省运会的届数。

### 吉祥物

第十四届省运会吉祥物

吉祥物是两位花鼓灯形象的福娃，分别为“蚌蚌”和“珠珠”。花鼓灯是蚌埠市的独特文化，被列为国家级非物质文化遗产，吉祥物将体育形象与地域文化相结合，同时佩挂珍珠项链，进一步增强吉祥物的蚌埠特色。

### 主题曲
本届省运会的主题曲为《相约珠城》，由刘爱斌作词、陈雄作曲。

## 开闭幕式
本届省运会开幕式于2018年10月16日在蚌埠体育中心主体育场举行，由暖场、仪式和文体展演三部分组成，邓锐斌担任总导演。其中暖场部分包括龙狮欢腾、天地人和、石榴花开、青春梦想、鼓舞飞扬等五部分，主要展示蚌埠当地的传统文化，展现“禹风厚德 孕沙成珠”的城市精神。仪式部分包括嘉宾、裁判员、运动员入场，升旗、领导致辞等。文体展演部分由《序》、《文明之源 家国故里》、《诗意山水 大美安徽》、《运动健康 活力飞扬》、《新时代 新未来》等五大篇章组成，这部分不仅展现蚌埠当地特色，也对安徽全省的自然、文化、现代经济和体育发展进行演绎。中国首枚奥运金牌获得者许海峰、体操运动员邓琳琳、世界击剑锦标赛冠军张亮亮、武术散打世界杯女子冠军蒋先婷等运动员，以及蚌埠籍著名演员蒋雯丽等人出席了开幕式。
本届省运会闭幕式于2018年10月24日在蚌埠体育中心体育馆举行，闭幕式对获奖代表团进行了表彰，并将省运会会旗传递给滁州市市长许继伟，滁州是下届省运会举办城市。最后，闭幕式上举行了名为《“淮”节拍 青春“派” 梦未来》的文体表演，伴随着主题曲《相约珠城》的歌声，本届省运会的所有活动结束。

## 举办赛事
安徽省第十四届运动会的赛事主要包括高校部、群体部、青少年部等部分组成，共40个大项970个小项。其中高校部主要举办羽毛球、乒乓球、排球、网球、武术、篮球、足球、手球、田径、健美操等项目。群体部主要举办三人制篮球、气排球、羽毛球、乒乓球、健身气功等项目。青少年部的比赛项目如下：
- 足球
- 射击
- 击剑
- 田径
- 国际跤
- 中国跤
- 全国田径比赛（安徽站）
- 全国赛艇锦标赛（U16）
- 游泳
- 排球
- 柔道
- 武术套路
- 武术散打
- 手球
- 乒乓球
- 羽毛球
- 赛艇
- 皮划艇
- 橄榄球
- 篮球
- 拳击
- 体操
- 跳水
- 射箭
- 空手道
- 跆拳道
- 举重
- 网球

## 举办场地

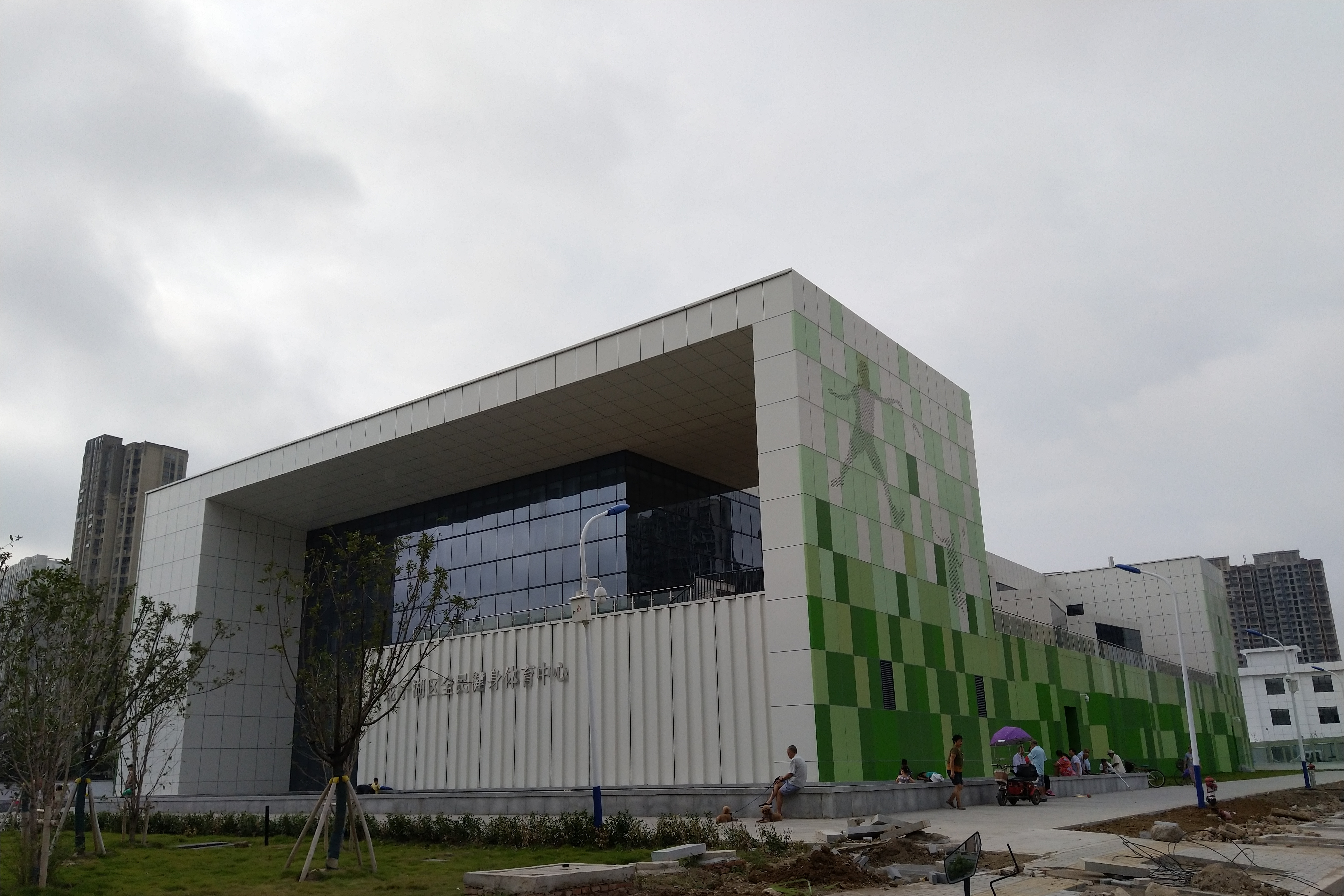
龙子湖区全民健身体育中心

为承接省运会赛事，蚌埠市自2016年开始一轮体育场馆改建及新建体育场馆工程，包括蚌埠市体育场的改造工程、蚌埠体育中心（奥体中心）建设工程等。并以此为契机，在全市规划建设了18个街头运动场。
- 蚌埠市体育场
- 蚌埠体育中心
- 禹会区全民健身体育中心
- 龙子湖区全民健身体育中心
- 龙子湖体育公园